# Alexander Riese
Friedrich Alexander Riese (Frankfurt am Main, 2 de junho de 1840 – Frankfurt am Main, 8 de outubro de 1924) foi um filólogo clássico alemão.

## Vida
Alexander Riese provém de uma abastada família de Frankfurt am Main. Seu tio-avô Johann Jakob Riese (1746-1827) foi um amigo de infância de Johann Wolfgang von Goethe, do qual algumas cartas foram até 1920 de sua propriedade. Um retrato de seu tio-avô feito por Goethe, que Riese mostrou em 3 de abril de 1911 no Frankfurter Zeitung e depois foi por muitos anos considerado desaparecido, está desde 2008 no Museu Goethe em Frankfurt.
Alexander Riese frequentou o ginásio em Frankfurt, estudou filologia  de 1859 a 1863 na Universidade de Erlangen-Nuremberg, Universidade de Bonn e na Universidade de Berlim. Em 1863 foi adjunto no "Joachimsthalsches Gymnasium" em Berlim, em 1864 foi Privatdozent e em 1868 durante alguns meses professor extraordinário na Universidade de Heidelberg. Um de seus alunos foi o filólogo e especialista em filosofia antiga Karl Praechter.

## Obras
- De commentario Vergiliano qui M. Valeri Probi dicitur (Diss., Bonn, 1862)
- M. Terenti Varronis Saturarum Menippearum reliquiae, Leipzig 1865 http://books.google.com.br/books?id=koX3mQGfkPUC&pg=PA1&f=false
- Anthologia Latina sive poesis Latinae supplementum, 2 Bd.e Leipzig 1869–70
- Geographi Latini minores, Heilbronn 1878
- Die Gedichte des Catullus, Leipzig 1884
- Historia Apollonii regis Tyri, Leipzig 1893
- Das rheinische Germanien in den antiken Inschriften, Leipzig 1914
- Rückblick auf die Entstehung und Entwicklung des Vereins für Geschichte und Altertumskunde in Frankfurt am Main 1857–1907. In: Archiv für Frankfurts Geschichte und Kunst. 28, 1907, S. 1–34.